# سیارک ۱۳۷۱۸
سیارک ۱۳۷۱۸ (به انگلیسی: 13718 Welcker، نامگذاری:1998QR43) سیزده هزار و هفتصد و هجدهمین سیارک کشف شده‌است که در ۱۷ اوت ۱۹۹۸ کشف شد.
قدر مطلق سیارک برابر ۱۲.۳ است.